# Lummijský ostrov
Lummijský ostrov (angl. Lummi Island) leží v severozápadním rohu státu Washington mezi okresy Whatcom a San Juan. Indiánská rezervace kmenu Lummijů leží na nedalekém stejnojmenném poloostrově, ale ostrov do ní nepatří. Ostrov má rozlohu 23,97 km² a v roce 2000 na něm žilo 822 obyvatel. Počet obyvatel se téměř zdvojnásobí v létě, kdy sem za relaxací a zábavou přijíždějí Američané i Kanaďané. Na ostrov se lze dostat trajektem Whatcom Chief (čes. Whatcomský náčelník), kterou provozují veřejné služby okresu Whatcom a vejde se na ní 22 vozidel. Její plavba trvá šest minut mezi Fisherman's Cove (čes. Rybářova zátoka) na Lummijském poloostrově a Lummijským ostrovem. Na ostrově se nachází jeden obchod se smíšeným zbožím, dvě restaurace, pár nocležen se snídaní, malá knihovna, hasičská zbrojnice, pošta, kostel, kemp Armády spásy a starobylá základní škola z roku 1919. The Beach Store Cafe je populární kavárna s barem, která nabízí tradiční kafe a mořské produkty. The Willows Inn je poměrně dražší a nabízí produkty rolníků a rybářů z ostrova. Historický kostel stojí hned vedle svého tichého dřevěného hřbitova. Ostrov je nejznámější pro své unikátní lovení lososů, vybíravé umělce, malebné výhledy na moře a venkovské prostředí. Zdejší úzké, scénické a klikatějící se cesty jsou populární mezi cyklisty. Stezka na horu Lummi Mountain zavede turisty do Bakerovy rezervace a nabízí dechberoucí výhledy na souostroví svatého Jana.
Původní název ostrova, který mu dali zdejší původní obyvatelé byl Sa nam a o (čes. Vysoká hora). V roce 1792 ho Španělé nazvali Isla de Pacheco (čes. Pachecův ostrov) a Angličané McLoughlin Island (čes. McLoughlinův ostrov). V roce 1853 mu americký geodetický ústav dal jméno Lummi po zdejším kmeni původních obyvatel. Jejich název pochází buď ze španělského luminara, protože první, co Španělé viděli, byly typické indiánské ohně. Jiná teorie tvrdí, že název pochází z jazyka původních obyvatel.